# یان بوخارت
یان بوخارت (انگلیسی: Jan Bogaert؛ ۳ دسامبر ۱۹۵۷ - ۲۳ ژانویهٔ ۲۰۲۴) دوچرخه‌سوار اهل بلژیک بود.